# Commandeur huppé
Gubernatrix cristata
Pour les articles homonymes, voir Commandeur (homonymie), Huppe (homonymie) et Cardinal vert (homonymie).
Genre
Espèce
Statut de conservation UICN

 EN A2cd+3cd+4cd : En danger
Statut CITES
Le Commandeur huppé (Gubernatrix cristata), également appelé bruant commandeur, cardinal vert ou cardinal jaune, est une espèce de passereau appartenant à la famille des Thraupidae.

## Description
Cet oiseau mesure environ 19 cm de longueur. Il présente un dimorphisme sexuel.
Le mâle est huppé, le menton et la gorge noirs, les sourcils et les côtés de la gorge jaune vif, le dessus du corps vert olive avec le manteau strié de noir, la poitrine jaune verdâtre, l'abdomen et le dessous de la queue plus clairs et la queue jaune avec les deux rectrices médianes noires.
Plus terne, la femelle a la poitrine gris brun, la gorge bordée de blanc (au lieu de jaune) ainsi que les traits soulignant les yeux (au lieu de noir).
Les deux sexes possèdent des yeux marron, un bec jaune orangé et des pattes brun noir.

## Répartition  et habitats
Son aire s'étend à travers le nord-est de l'Argentine, l'Uruguay et le Rio Grande do Sul.
Cet oiseau fréquente les milieux arbustifs (notamment de Prosopis), les steppes broussailleuses et les savanes jusqu'à 700 m d'altitude.